# Zygiella x-notata
Zygiella x-notata és una espècie d'aranya araneomorfa de la família Araneidae amb una àmplia distribució geogràfica; falta solament a les regions polars, Austràlia i Oceania.

## Descripció
Les femelles de Z. x-notata mesuren fins a 11 mm i els mascles 7 mm. El prosoma és groguenc marró, amb una marca com foliar en l'opistosoma. En clima temperat, els adults apareixen a l'estiu i principis de la tardor i, de vegades fins al començament de l'hivern. A regions més càlides són actius tot l'any.
Fan la seva teranyina majoritàriament en marcs de finestres i també en murs, voltes o sota l'escorça de vells arbres. És molt comú a dalt de vaixells i en els ports de tot el món.

## Teranyina
Els adults fan una teranyina orbicular amb dos sectors sense connectar els fils en una de les dues cantonades superiors. Els fils conductors en la meitat d'aquests sectors permeten a l'aranya amagar-se i escodrinyar. Al capvespre i a la nit, en canvi, se situa al centre de la xarxa, i reteixeix la teranyina a les primeres hores de l'alba.
Una xarxa normal de Z. x-notata té entre 25 a 30 fils radials. Les joves aranyes, i de vegades els adultes, la fan sense deixar aquests espais lliures, especialment si l'angle entre els fils radials i el radi és molt gran.

## Conductes alimentàries
L'agafament de les preses és instintiu, a diferència d'altres aranyes, que van aprenent aquesta conducta. Quan reben l'alerta per moviments de la presa capturada a la xarxa, l'aranya es mou al llarg dels fils i cap al centre per orientar-se. La presa ja morta i embolicada en fils és portada a l'amagatall.

## Reproducció
Femelles i mascles poden freqüentment ser vists junts en un sol niu. El mascle més hàbil a realitzar la teranyina és més "atractiu" a les femelles. Abans de l'aparellament, el mascle efectua tamborinejos i passos en un fil especial a la xarxa de la femella. Els ous hibernen a una cistella tancada, i es desclouen a la primavera.